# Hispano Suiza

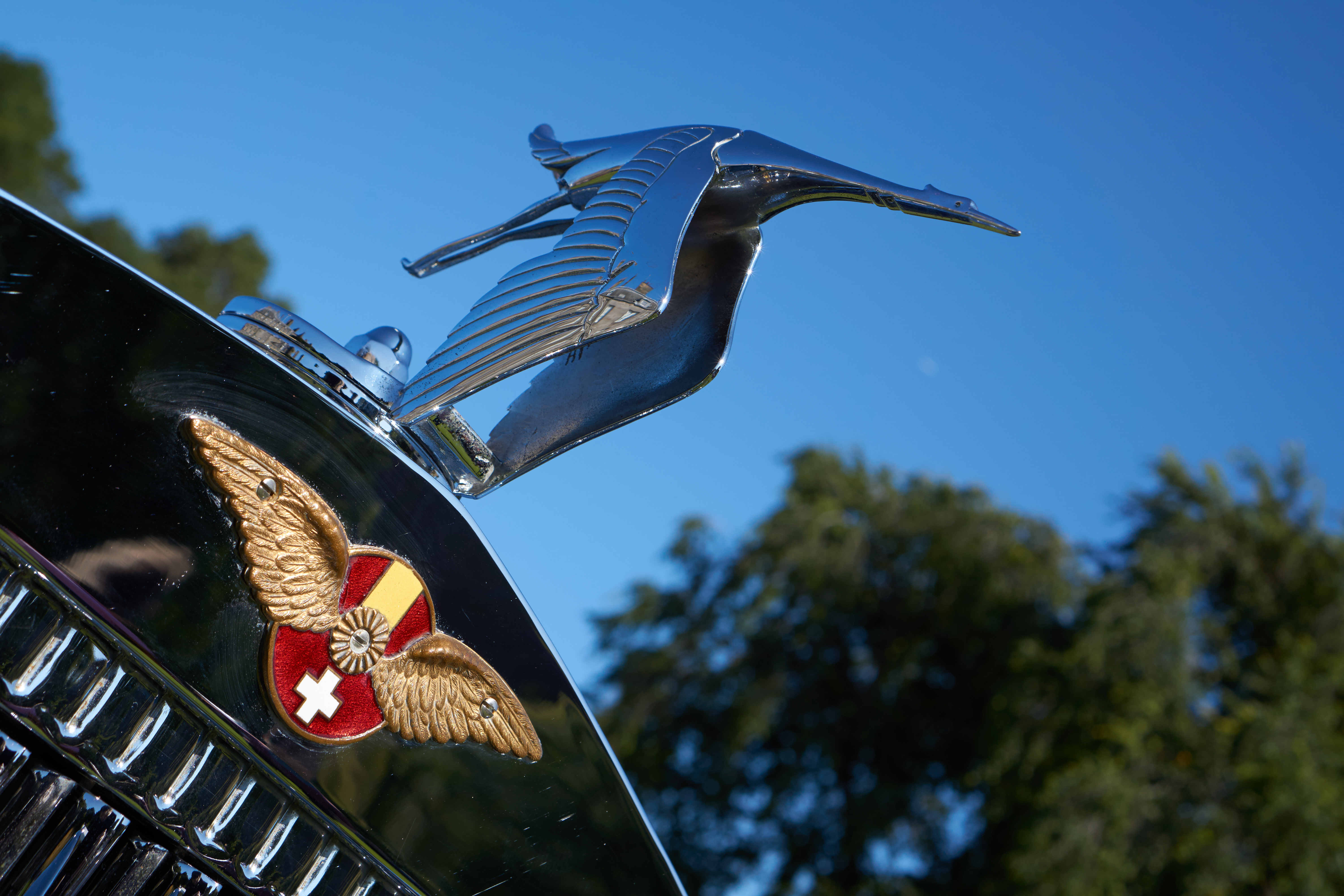
kenmerkend Hispano Suiza logo en ooievaarvogel

Hispano Suiza was een Spaans-Franse fabrikant van auto's, vliegtuigen en vliegtuigmotoren. Het merk werd in 2019 terug nieuw leven ingeblazen.

## Auto's
Emilio de la Cuadra zette in Barcelona een fabriek op voor elektrische auto's, die hij verkocht onder de naam La Cuadra. In Parijs ontmoette hij de getalenteerde Zwitserse ontwerper Marc Birkigt, die hij inhuurde om voor zijn bedrijf in Spanje te werken. Rond 1902 wisselde de fabriek van eigenaar en werd de naam gewijzigd in Fábrica Hispano-Suiza de Automóviles (Spaans-Zwitserse autofabriek), maar het bedrijf ging in december 1903 failliet.
In 1904 werd een doorstart gemaakt, onder de naam Fábrica La Hispano-Suiza de Automóviles, onder dezelfde directie. Vier nieuwe auto's werden dat jaar geïntroduceerd. In 1911 werd een deel van de productie verlegd naar Frankrijk. Men bleef tot 1938 auto's bouwen. In 1946 werd de auto-afdeling van Hispano-Suiza verkocht aan Enasa dat de fabriek gebruikte om Pegaso sportwagens te fabriceren.
In 2000 werd de naam Hispano-Suiza nieuw leven ingeblazen door de Mazel group voor auto's en sindsdien zijn er vier prototypes verschenen, de HS21GTS, de K8, de HS21 en de Granturismo V10 Supercharged. De auto's zijn nooit in productie gekomen en de Mazel group verkeert in financiële moeilijkheden.

### Hispano Suiza Alphonso XIII
De Spaanse koning Alphonso XIII was eigenaar van een van de vier gebouwde exemplaren en dit model werd naar hem genoemd. De Alphonso XIII werd in 1912 gebouwd. Een exemplaar wordt bewaard in het National Motor Museum te Beaulieu.

### Carmen

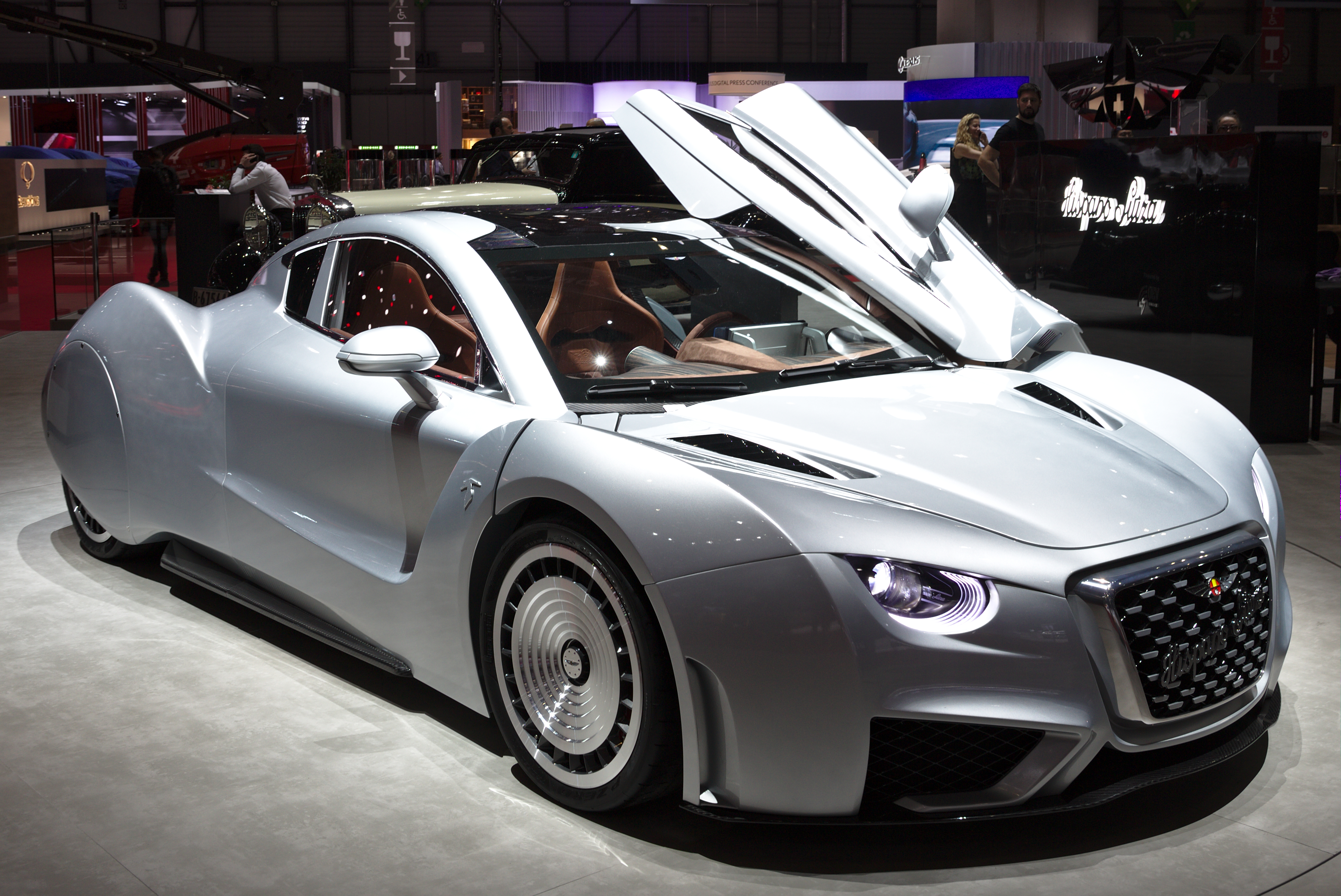
Hispanzo-Suiza Carmen

Op het autosalon van Genève in 2019 werd de Hispano-Suiza Carmen voorgesteld. De Carmen is volledig elektrisch en heeft 1019 pk.

### Carmen Boulogne
Omdat het autosalon van Genève van 2020 werd afgelast vanwege het coronavirus, kon de Carmen Boulogne niet op het salon zelf voorgesteld worden. De Carmen Boulogne heeft in tegenstelling tot de reguliere Carmen 1114 pk. Daarbij is de Carmen Boulogne ook nog eens 60 kilo lichter. De topsnelheid bedraagt ruwweg 290 km/h. Volgens Hispano Suiza moet de Boulogne in minder dan 2,6 seconden vanuit stilstand naar 100 km/h kunnen gaan.

## Vliegtuigen en vliegtuigmotoren
Tijdens de Eerste Wereldoorlog besloot Marc Birkigt over te gaan op de productie van vliegtuigmotoren. Birkigt produceerde een motor met een motorblok uit één stuk, in plaats van afzonderlijke cilinders vast te schroeven op een krukashuis zoals tot dan toe gebruikelijk was. Ook was de propelleras hol, zodat erdoorheen geschoten kon worden met een machinegeweer (of kanon). Hierdoor was de synchronisatie tussen propeller en machinegeweer, die moest voorkomen dat de piloot de eigen propeller kapotschoot, niet meer nodig.
De Franse dochteronderneming van Hispano Suiza, die in 1923 was opgericht, ging na de Tweede Wereldoorlog verder als producent van vliegtuigonderdelen en -motoren, en werd in 1968 onderdeel van de Snecma-groep, die in 2005 opging in Safran.

## Bromfietsen en inbouwmotoren
Hispano Suiza had gedurende de Tweede Wereldoorlog goede contacten met Solex in Frankrijk. Men paste namelijk Solex-carburateurs toe. Precies in die periode ontwikkelde Solex haar beroemde gemotoriseerde fietsen. Marc Birkigt, eigenaar van Hispano-Suiza, zou Solexen gaan importeren maar het bleek economischer de machientjes bij Hispano-Suiza zelf te assembleren. Dit gebeurde vanaf 1946, tot in de jaren zestig. De Hispano Suiza-Solexen zijn te herkennen aan de letters HS voor in het motornummer.
Hispano maakte waarschijnlijk ook Villiers-motorfietsblokken in licentie.

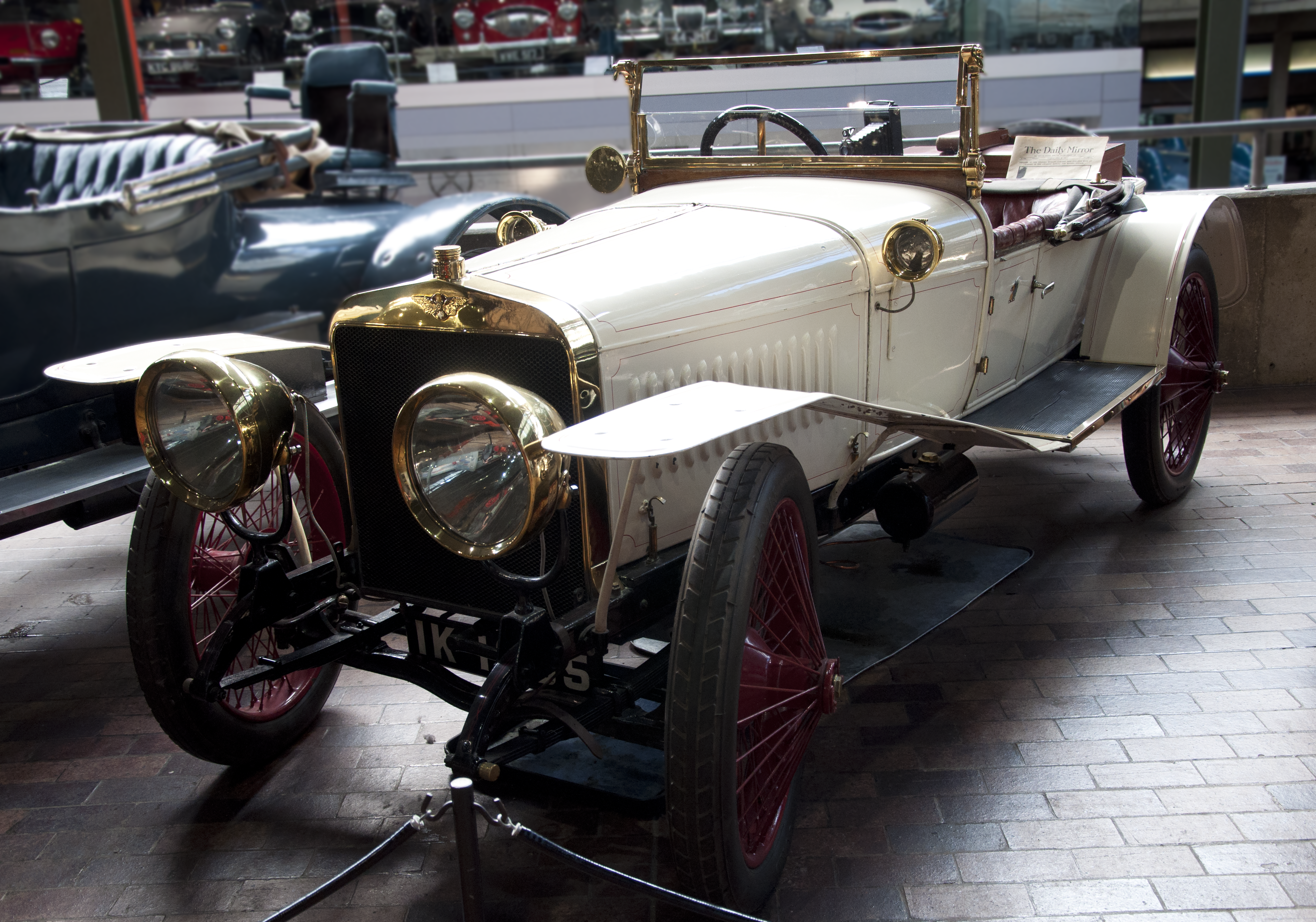
Een Hispano Suiza Alphonso XIII (zie tekst)
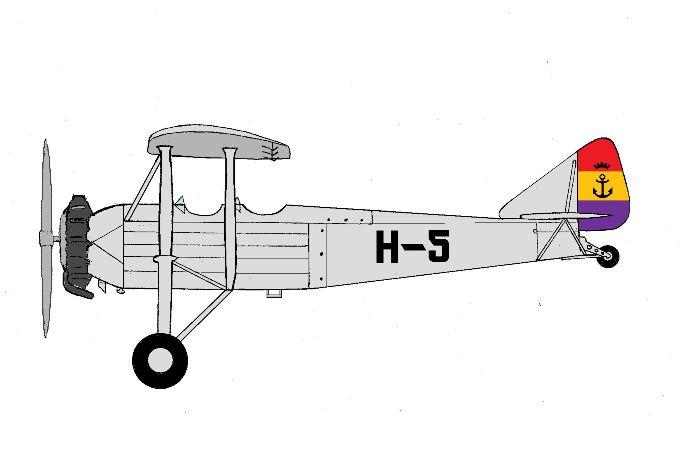
Hispano Suiza E-30 van de Aeronáutica Naval